# Jean-François Foucquet
Pour les articles homonymes, voir Foucquet.
Jean-François Foucquet (Vézelay, Royaume de France, 12 mars 1665 - Rome, États pontificaux, 14 mars 1741) est un jésuite français du XVIIe et XVIIIe siècles, missionnaire en Chine, Mathématicien et astronome. Il est un des membres de l'école figuriste, une école qui prétendait concilier l'histoire chinoise avec l'Ecriture sainte.

## Biographie
Jean-François Foucquet entre dans la Compagnie de Jésus en 1681. Après ses études de philosophie et de théologie il est pour un temps professeur de mathématiques avant d'être choisi par Joachim Bouvet pour l'accompagner en Chine. Vivant successivement à Linjiang, Nanchang et Fuzhou, il participe à la fondation d'une académie scientifique promouvant le figurisme, ce qui le fera remarquer par l'empereur Kangxi qui le réclame à Pékin. En 1720 il est rappelé en Europe. Il ramène avec lui près de 4000 livres chinois. A Rome il travaille un premier temps pour la Congrégation de la Propaganda Fide. En 1725 il est nommé évêque d'Eleuthéropolis en Macédoine par le pape Benoît XIII sans néanmoins ni si rendre ni quitter la Compagnie de Jésus. 

## Ses écrits
Son traité Classique des changements rédigé à la suite de ses recherches sur le Yijing reste le plus célèbre. A la demande de ses supérieurs il rédige 2 traités d'astronomie qu'il nomme Origines et fondements de l'Astronomie (Tian yuan wen da et Li fa wen da). 